# Arnold Rosner
Arnold Rosner (New York, 8 november 1945 – aldaar, 8 november 2013) was een Amerikaans componist met meer 100 composities en bridgespeler.
Rosner, van Joodse komaf, kreeg zijn opleiding aan de University at Buffalo, The State University of New York; volgens zijn eigen opgave leerde hij daar niets. Tijdens die opleiding vierde de theoretische klassieke muziek hoogtijdagen, maar Rosner nam zijn eigen koers en componeerde in de stijl van de Romantiek, dus traditioneel. Hij componeerde in allerlei genres: opera’s (2); symfonieën (6), strijkkwartetten (5), kamermuziek en liederen. Veel van zijn composities zijn beïnvloed door zijn basisgeloof, het jodendom, maar ook bijvoorbeeld door het katholicisme. Gedurende de jaren zestig en zeventig werd hij door dat laatste beïnvloed. De laatste tijd is hij weer teruggekeerd naar zijn geloof van zijn jeugd en schreef bijvoorbeeld Etz Chaim (levensboom) en een Sefardische Rapsodie.